# Orientació professional
L'orientació professional consisteix a ajudar a les persones que es troben a l'atur, o aquelles que vulguin canviar d'ocupació, a aconseguir un lloc de treball. Això s'aconsegueix proporcionant assessorament exitós, informació suficient i entrenament òptim que faciliti la seva inserció professional. L'orientació té com a objectiu incrementar l'ocupabilitat d'una persona formant-la en tècniques de cerca d'ocupació com l'elaboració d'un curriculum vitae, la preparació d'una entrevista de selecció de personal o la cerca d'ofertes d'ocupació. A més es desenvolupen aquells aspectes personals que l'ajudin a aconseguir els seus objectius, com a augment de l'autoestima, conscienciació que el control de la seva vida depèn d'ella mateixa, etc. Normalment, l'orientació es fa en centres dependents dels serveis públics d'ocupació i els orientadors i orientadores solen ser titulats en ciències humanes o socials amb una especialització a l'àrea laboral, com són recursos humans.
De vegades l'orientació professional es confon amb els termes d'orientació vocacional o d'orientació acadèmica. L'orientació professional pot ser considerada una funció del Treballador Social o del psicòleg en el cas de centres educatius. A partir dels anys 70 i 80, i en alguns països sorgeix l'Orientació com a ciència d'estudi de la branca de l'Educació. Per això, l'orientació vocacional passa a les mans de l'orientador com a principal professional. Aquesta orientació és dirigida a joves i adults que han finalitzat ensenyaments bàsics o comuns i desitgen continuar amb una formació especialitzada de qualitat. L'orientació professional inclou informació sobre sortides laborals, professionals i diferents llicenciatures de tipologies vàries basant-se en els interessos i aptituds personals que posseeixi i faci notar l'individu. D'aquesta forma es vol promoure una elecció per part de l'usuari adequada i no imposada o basada en informació distorsionada o errònia que hagin pogut rebre per part dels professionals amb la qual es creïn conceptes erronis de certes ocupacions, de l'accés o sortides de les mateixes o que portin al fracàs individual per ignorar les pròpies capacitats.
En general, tots els autors coincideixen en una cosa: en reconèixer l'orientació professional com un aspecte de gran transcendència per al futur professional de l'estudiant, i aquesta la conceben com un procés que no ha de limitar-se a moments puntuals al llarg del transcurs educatiu de l'alumne, sinó que ha d'estar present al llarg de tota la vida.
L'orientació professional ha de contribuir al fet que les persones es tracin el seu propi camí de vida, i que aquest camí sigui satisfactori en l'àmbit laboral. Aquesta satisfacció s'aconsegueix a través d'una correcta decisió que doni lloc a una adequada inserció professional, i que alhora contribueixi al fet que cadascun, en la mesura del possible, arriba o aconsegueix la seva realització com a persona de manera diferent i diferent dels altres. Per a això hi ha tres processos, en funció de l'etapa en què es troba la persona respecte a l'elecció de carrera: l'orientació vocacional, la reorientació vocacional i el reposicionament.

## Orientació laboral antiga
En l'orientació laboral antiga es plantegen coses com ara:

### La superació de l'entrevista de treball
L'objectiu és, d'una banda, mostrar tot el nostre potencial i per un altre ocultar tots els nostres defectes de qualsevol manera i fins i tot es pot arribar a enganyar i mentir a qui t'entrevista per així guanyar-te la seva confiança, estima, afecte, interès i, per tant, aconseguir que siguis tu la persona triada i seleccionada. En una relació personal, humana, i tota relació empresarial és relació entre persones, les mentides, les falses expectatives, són sempre motius de ruptura, de desacords, de malestars, frustracions i en definitiva de construir una relació tòxica o poc saludable.
Tot i que no pots fugir dels teus propis defectes en una entrevista. Cal saber que tots tenim defectes! I l'entrevistador els sap, per tant, hem de saber reconèixer-los, mostrar-los i saber com ens enfrontem al treball per poder continuar sent eficaços i respondre a les necessitats de les nostres funcions laborals.

## Orientació laboral actual
En l'orientació laboral actual es plantegen coses com:

### La formalitat en l'entrevista de treball
L'objectiu és mostrar-se amb la major "formalitat" i coherència possible. És a dir, no acudir en xancles o xandall a una entrevista de feina d'una empresa, o no anar amb maletí i corbata per a una ocupació de monitor de surf, ni tampoc anar amb barba a una entrevista per ser cambrer i que en el cas que hi vagis, adverteixis que coneixes les normatives sanitàries del treball per al lloc que sol·licites i que si ets triat t'afaitaràs. En definitiva, es tracta de ser coherent de la teva actitud depenent del lloc al qual vagis.
La resta de qüestions, com són la comunicació no verbal (que en l'orientació laboral antiga es creia que la persona en situació d'atur l'havia de treballar juntament amb altres tècniques per arribar o avançar al capdavant del procés de selecció), s'abandonen, ja que el fer "teatre" ha de quedar únicament per als teatres i no per als despatxos dels seleccionadors de personal i com parteixes de la base que desconeixes què és el que busca la persona que et fa l'entrevista i la que et pot seleccionar, perquè pot ser que mostrant-te "com ets" i no "com et va dir la persona que t'orientava de com hauries de ser" haguessis estat la persona escollida. Com en tota relació personal, les persones que es mostren tal com són solen ser les que tenen i construeixen relacions més exitoses!
Habitualment encara està en mans dels grans personatges polítics amb l'ajuda i través dels serveis públics d'ocupació, la gestió de la desocupació de cada país. Però donada la greu situació actual per la qual travessa el país d'Espanya, on les taxes de desocupació són elevades i es necessiten solucions realment urgents, efectives i independents a ideologies polítiques. Ja que, per una banda, són les empreses de consultoria les que serveixen de referència per a qualsevol persona aturada, atès que al capdavant d'aquestes consultores amb activitat en l'orientació laboral o professional es troben professionals que compleixen un requisit: la solució de conflictes. A diferència d'on són les formacions específiques en ciències humanes o socials i laborals que són tingudes en compte per ocupar aquests llocs d'orientació, i, per tant, fent reduir la formació tècnica, econòmica, entre altres i sense haver estat triades per la seva actitud i capacitat resolutiva. En conseqüència, és en l'actualitat un servei professional que, com molts altres, convé considerar explicar que mentre s'aconsegueix que es presti des de l'administració pública d'una forma efectiva, l'opció recomanada és la de recórrer a professionals que s'ocupin de l'orientació professional i laboral. Aquests professionals, en la majoria dels casos aprofundeixen en la seva activitat i la fan de manera correcta i reeixida. Ja que fan aquest treball de connexió empresa-persona o persona-empresa de tal manera que converteixen l'orientació en connexió professional, que, al cap i a la fi, és el que busca, desitja i necessita la persona desocupada, més que "orientar-te" en la cerca el que necessites és "trobar" un lloc de feina.

## Confusions en l'orientació laboral
El concepte d'orientació laboral pot ser confús. De vegades l'orientació laboral o professional es confon amb l'orientació vocacional o orientació acadèmica. Aquest treball pot ser considerat una funció del psicòleg o del pedagog als centres educatius. A partir dels anys 70 i 80 a Espanya, i en alguns altres països sorgeix l'Orientació com a ciència de l'Educació, amb això l'orientació vocacional passa a ser dirigida i organitzada per l'orientador com a principal exponent i regidor d'aquesta, ja que està adreçada a joves i adults que han finalitzat ensenyaments bàsics o comuns i desitgen continuar amb una formació especialitzada. L'orientació vocacional inclou informació sobre sortides laborals, professionals i diferents llicenciatures basant-se sempre en els interessos i aptituds personals que posseeixi l'individu. D'aquesta forma es vol promoure l'elecció adequada i no imposada o basada en informació distorsionada que hagin pogut rebre per part tant de la gent de carrer o dels mateixos professionals amb la qual es creïn conceptes erronis de certes ocupacions, de l'accés o sortides de les mateixes o que portin al fracàs perquè els professionals ignorin les mateixes capacitats.
En general, tots els autors coincideixen a reconèixer l'orientació professional com de gran transcendència per al futur professional de l'estudiant. I la majoria d'autors la conceben com un procés que no ha de limitar-se a moments puntuals al llarg del transcurs educatiu de l'alumne, sinó que ha de ser al llarg de tota la vida.
L'orientació professional ha de contribuir al fet que les persones es tracin un camí en la vida que sigui satisfactori tots els àmbits vitals i, per tant, en el laboral també. A través d'una correcta decisió que doni lloc a una adequada inserció professional, i que alhora contribueixi al fet que cadascun arribi en la mesura del possible, a la seva realització personal. Existeix per a això bàsicament tres processos. Aquests tres processos depenen de l'etapa en la qual es troba la persona igual que a la seva elecció primària de carrera: l'orientació vocacional, la reorientació vocacional i el reposicionament laboral.

## Perfil de l'orientador/a professional
El conjunt de capacitats i competències que calen per al desenvolupament de funcions i tasques pot ser una bona definició per al concepte de perfil professional segons molts experts.
Tenint en compte les característiques pròpies del pèssim mercat laboral actual, les funcions i tasques de l'Orientador Professional han d'anar adaptant-se sempre als canvis. Aquesta adaptació exigeix una formació contínua per poder respondre a les necessitats que demana la societat urgentment.
La Reial Acadèmia Espanyola (RAE) defineix orientador com que orienta. Si busquem el significat d'orientar, apareix la següent frase: informar a algú d'allò que ignora i desitja saber, de l'estat d'un assumpte o negoci, perquè sàpiga mantenir-se en ell. I a part també apareix el següent: dirigir o encaminar a algú o alguna cosa cap a un lloc determinat.
Les funcions principals de l'orientador professional són simplement la cerca d'informació i l'assessorament (personalitzat i en grup). L'objectiu o finalitat és aconseguir millorar l'ocupabilitat de la persona que està rebent l'orientació del professional.
No obstant això, la intervenció que ha de realitzar el professional de l'orientació per millorar l'ocupabilitat de les persones que busquen ocupació, és més complex que la simple aportació d'informació i assessorament. L'orientador ha d'intervenir en aspectes més relacionats amb la persona i el seu entorn, que prèviament s'hagi detectat que hi influeixi de forma negativa a l'hora de cerca ocupació o treball.
Així mateix, la persona orientada és la persona responsable del seu procés de cerca d'ocupació, l'orientador és qui l'acompanya en el mateix procés de cerca, facilitant-li eines i instruments perquè descobreixi les seves competències i potencialitats i ajudar-la a explotar-les al màxim per a la cerca d'ocupació. A part, l'orientador ha d'acompanyar a l'orientat en tot el procés de cerca d'ocupació fomentant-li aspectes tan importants com l'autonomia, l'autoestima, la confiança, l'organització del temps i l'establiment d'un objectiu professional.
Quines competències bàsiques ha de tenir un Orientador Professional?
Als diccionaris o en enciclopèdies el terme competència apareix com: capacitat per al desenvolupament d'alguna cosa. Si parlem de competència professional, apareix el següent: aptitud o capacitat per dur a terme una tasca. Així, podem identificar algunes de les competències que ha de desenvolupar l'orientador laboral:

### Competències per al lideratge de grups
- Capacitat Analítica per avaluar les diferents situacions
- Capacitat relacional per a les interaccions personals.
- Capacitat emocional per saber actuar de forma adequada en algunes situacions.
- Capacitat de gestió de tasques, la qual cosa requereix habilitats tècniques per a planificació i l'organització de tasques.
- Competències Digital són ara també importants per dominar la tecnologia de la informació
- Capacitat d'aprenentatge.

Si l'activitat principal de l'orientador és ajudar i acompanyar a les persones que estan en situació de desocupació, podem destacar com a competències personals del professional els següents punts:

#### Tolerància
Com que l'orientador treballarà amb col·lectius vulnerables com són persones en risc d'exclusió social, persones discriminades per ètnies o per discapacitats, majors de 45 anys, etc. És necessària la capacitat d'amplitud de pensament, de la ment i respecte mutu amb la diferent població i els seus costums. Les diferències culturals s'evidencien bastant durant els processos, des dels inicis de la valoració i detecció de necessitats fins a les últimes fases d'acompanyament.

#### Empatia
Capacitat de planificació i organització.
Capacitat per a la dinamització de grups.
Capacitat per a la motivació.
Capacitat de resolució de problemes.
Capacitat de Creativitat i originalitat
Capacitat d'iniciativa i responsabilitat.
A l'hora d'orientar, per facilitar la cerca d'ocupació, cal saber situar-se en la posició de la persona que vol accedir a un lloc de treball. Això es defineix com a empatia. Sensibilitzar-se i sentir sobre les inquietuds i necessitats de la persona. D'aquesta forma, el procés d'orientació serà més personal, i, per tant, òptim, ja que s'ajustarà de manera adequada les característiques d'aquesta persona.

#### Assertivitat
L'assertivitat consisteix a conèixer els mateixos drets i defensar-los, respectant els drets dels altres i, doncs, als altres. L'assertivitat es basa en el fet que tota persona posseeix drets bàsics o drets assertius. Com a estratègia i estil de comunicació, l'assertivitat se situa en un punt intermedi entre dues conductes polars i oposades: la passivitat, que és quan es permet que tercers decideixin per nosaltres, o passin per alt els nostres drets; i, d'altra banda, tenim l'agressivitat, que es presenta quan no som capaces o capaços de ser objectius i respectar les idees dels altres de forma adequada, ja que caiem en un conflicte amb l'altra persona.
El concepte d'assertivitat sol definir-se com un comportament de comunicació en el qual la persona no agredeix ni se sotmet a la voluntat d'altres persones, sinó que manifesta les seves conviccions i voluntats i defensa els seus drets. És també una forma d'expressió directa i equilibrada, la finalitat de la qual és comunicar les nostres idees i sentiments o, per altra banda, també serveix per defensar els nostres drets legítims sense la intenció de ferir o perjudicar a cap tercera persona, actuant des d'un estat interior d'autoconfiança, i no sentint la limitació emocional que ens pot provocar habitualment l'ansietat, la culpa o la ràbia. Comptar amb un criteri propi dins de la societat en la qual vivim i formem part és indispensable per comunicar-nos d'una manera millor.